# Gimnazija Piran
Gimnazija Piran je gimnazija v Piranu, prvikrat ustanovljena leta 1963. 
Ustanovljena je bila v stari ribiški šoli leta 1961 kot dislocirani oddelek koprske gimnazije, leta 1962 se je preselila v večje prostore stare pomorske šole, leta 1963 pa je postala samostojna. Leta 1983 je bila ukinjena zaradi usmerjenega izobraževanja, leta 1993 pa so jo znova ustanovili v zdajšnjih prostorih, kjer je bila prej osnovna šola. Takrat je ravnateljica postala Vojka Štular iz prve generacije piranskih maturantov. Obnova prostorov je bila zaključena do šolskega leta 1995/1995.
Januarja 2013 je s Pomorskim in tehniškim izobraževalnim centrom Portorož postala del novoustanovljenega šolskega centra Gimnazija, elektro in pomorska šola Piran (GEPŠ Piran).